# Renegade (serie televisiva)
(Introduzione italiana della sigla di Renegade)
Renegade è una serie televisiva statunitense prodotta dal 1992 al 1997, ideato da Stephen J. Cannell, che compare come attore nel ruolo del tenente Dixon, presente in vari episodi.

## Trama
Reno Raines è un sergente di polizia che lavora a San Diego e viene chiamato dal suo amico Harry Wells, procuratore di Bay City, per indagare su alcuni agenti corrotti in quella città. Trasferitosi, Reno raccoglie prove contro l'agente Burrell e ne parla con Harry ed il tenente locale Donald Dixon, senza sapere che è anch'egli corrotto. Dixon e Burrell fanno evadere un criminale affinché uccida Reno Raines, ma l'attentato fallisce; Dixon elimina allora  Burrell incolpando Reno Raines, per farlo uccidere appena sarà in prigione. Tuttavia il cacciatore di taglie Robert Sixkiller, assunto dal Tenente Donald Dixon, si convince dell'innocenza di Reno Raines e rifiuta di consegnarlo, assumendolo invece come socio. Cambiata identità, assumendo lo pseudonimo di "Vincent Black", Reno lavora quindi come cacciatore di taglie, cercando nel frattempo di dimostrare la sua innocenza. La serie si interrompe prima che ciò avvenga; nell'ultimo episodio Dixon sfugge all'arresto e diviene egli stesso ricercato, inseguito da Reno Raines e Robert.

## Cast e personaggi
- Reno Raines, interpretato da Lorenzo Lamas, è il rinnegato, l'ex poliziotto protagonista della serie. Gira per l'America in sella alla sua moto, una Harley-Davidson Softail Standard 1340[1], si presenta sotto il falso nome di Vince Black; la sua identità viene tuttavia scoperta in varie occasioni e talvolta la svela lui stesso a persone di cui si fida. Porta dentro di sé il ricordo di Valerie Prentice, la sua fidanzata uccisa, anche se ad ogni puntata una donna diversa si innamora di lui ed è sul punto di sposarsi in qualche episodio. Spesso si dichiara stanco della sua vita di fuggiasco e s'illude a volte di poterla cambiare.
- Robert Sixkiller, interpretato da Branscombe Richmond, è un nativo americano che si vanta di essere il migliore cacciatore di taglie in circolazione. Dal primo episodio diventa il migliore amico di Reno Raines oltre che suo socio. Capo della società SixKiller Enterprises, viaggia su un grosso camper Winnebago che gli fa da ufficio portatile; dalla seconda stagione ha un ufficio stabile e un Hummer H1 con veicolo principale.
- Cheyenne Phillips (stagioni 1-4), interpretata da Kathleen Kinmont, è la sorellastra di Bobby, lavora con lui ed è un'esperta di computer. È innamorata e gelosa di Reno. Viene comunemente chiamata sorella da Bobby.
- Donald "Dutch" Dixon, interpretato da Stephen J. Cannell, è un tenente corrotto, principale nemico di Reno. Nella quarta stagione diviene sceriffo federale. È colpevole di vari crimini ed omicidi e verso la fine della serie uccide perfino sua moglie, che era passata dalla parte di Reno, e cerca di uccidere pure suo figlio.
- Sandy Carruthers (stagione 5), interpretata da Sandra Ferguson, è la nuova collega di Bobby e Reno, svolge il lavoro di Cheyenne quando questa esce di scena.

Tra le molte guest star che hanno partecipato a qualche episodio della serie vanno ricordati i wrestlers Sting e Hollywood Hulk Hogan (entrambi nell'episodio Gioco di squadra), Frankie Avalon (nell'episodio Casinò), Burt Young (nell'episodio L'equivoco), Scott Glenn (nell'episodio Incidente di caccia), William Macy (nell'episodio Voci), Christopher Lambert (nell'episodio La leggenda vivente), Steve Buscemi (nell'episodio Una pistola per due), Tony Goldwyn (nell'episodio Il purosangue) e Carrot Top (nel ruolo di un clown da rodeo nell'episodio Stalloni)

## Episodi
| Stagione         | Episodi | Prima TV originale | Prima TV Italia |
| ---------------- | ------- | ------------------ | --------------- |
| Prima stagione   | 22      | 1992-1993          |                 |
| Seconda stagione | 22      | 1993-1994          |                 |
| Terza stagione   | 22      | 1994-1995          |                 |
| Quarta stagione  | 22      | 1995-1996          |                 |
| Quinta stagione  | 22      | 1996-1997          |                 |

## Produzione
La serie fu prodotta da Stephen J. Cannell Productions e girata a San Diego; nella finzione l'ambientazione principale è invece Bay City, immaginaria città della California.

### Registi
Tra i registi sono accreditati:
- Terrence O'Hara in 14 episodi
- Ralph Hemecker in 11 episodi
- Russell Solberg in 10 episodi
- Ron Satlof in 8 episodi

### Sceneggiatori
Tra gli sceneggiatori sono accreditati:
- Stephen J. Cannell (60 episodi)
- Richard C. Okie (27 episodi)
- Bill Nuss (13 episodi)
- Donald Marcus (10 episodi)

## Distribuzione
La serie fu trasmessa negli Usa dal 19 settembre 1992 al 4 aprile 1997 e distribuita da Mill Creek Entertainment, un network via cavo in syndication con le prime quattro stagioni, e in seguito da USA Network che ha trasmesso la quinta ed ultima stagione della serie. In Italia la serie è stata trasmessa da Italia 1 in prima visione a partire dal 6 marzo 1994.